# 傷害恐喝 前科十三犯
『傷害恐喝 前科十三犯』（しょうがいきょうかつ ぜんかじゅうさんぱん）1969年10月8日に公開された日本の映画である。監督は松尾昭典。主演は宍戸錠。日活制作。

## 概要
ライバル組織の親分を倒し、13回目の懲役を受けた男が、親分の死と自分の組の衰弱を知り、ライバル組織に復讐を誓うアクション映画。

## キャスト
- 沖津政次：宍戸錠
- 北川哲：長門勇
- 笠松順：深江章喜
- 須田健次：岡崎二朗
- 中沢清：南利明
- 黒沼：安部徹
- 井出茂：小林勝彦
- 深沢：木浦佑三
- 阿部守吉：須藤健
- 向井：柳瀬志郎
- 早苗：峯京子
- ヌードダンサー：殿岡ハツエ
- 朋子：久本有紀
- 峰岡マキ：原恵子
- 桜一家親分：小泉郁之助
- 取調べの刑事：木島一郎
- 看守：衣笠真寿雄
- 峰岡組組長：雪丘恵介
- 大内：高橋明
- 原：中平哲仟
- 看守：玉井謙介
- 黒沼の子分：溝口拳、水川国也、矢藤昌宏
- バーテン：浜口竜哉
- 警官：園田健夫
- ：小島克己
- 黒沼の子分：谷口芳昭
- ：永尾英彦
- 峰岡伸夫：高野浩幸
- 少年時代の政次：小宅雅裕
- ホステス：中庸子
- ：森みどり
- ：倉沢暎子
- ：川口ひろみ
- ：数野真理子
- ：鈴木義郎
- ：高本一夫
- 流し：大隅健児
- 振付：漆沢政子
- 所作指導：笛田直一
- 技斗：渡井嘉久雄
- 貝塚伸次：丹波哲郎

## スタッフ
- 監督： 松尾昭典
- 脚本 ： 山崎巌、西田一夫
- 企画 ： 園田実彦
- 音楽： 伊部晴美

## 同時上映
『やくざ非情史 血の盃』
』